# 普尔巴·图格杰加甫
普尔巴・图格杰加甫（1962年12月—），新疆和布克赛尔人，蒙古族，中国共产党党员。中华人民共和国政治人物、第十三届全国人民代表大会新疆地区代表。

## 生平
2018年2月24日，当选为第十三届全国人大代表。